# Rob Burton
Pour les articles homonymes, voir Burton.
Rob Burton est le maire actuellement en fonction de la ville d'Oakville (Ontario) à la suite des élections municipales de 2006. Il est réélu en 2010 avec 25 107 voix contre 20 269 voix pour Ann Mulvale. Il est de nouveau élu en 2014 par 27 527 voix soit 67,27 % des suffrages. Lors de l'élection de 2018, Rob Burton est de nouveau réélu avec 22 918 voix représentant 49,63 % des suffrages.